# Santuario Sasuke Inari
El santuario Sasuke Inari (佐助稲荷神社?) es un santuario ubicado en Sasuke, ciudad de Kamakura, prefectura de Kanagawa y el sitio del pueblo escondido de Kamakura. Está localizado cerca del Santuario Zeniarai Benzaiten Ugafuku.

## Historia
Se desconoce cuándo se realizó la recolecta de donativos para financiarlo. De acuerdo las circunstancias de este, Yoritomo Minamoto, exiliado a Izu tras la Rebelión Heiji, soñó que la deidad Inari se le aparecía con la forma de un anciano anunciándole la hora del sometimiento de los Heike e instándole a formar un ejército. En agradecimiento, tras su victoria, designó como tierra sagrada la villa oculta del valle de Sasuke y ordenó a Shigetada Hatakeyama construir el santuario. El topónimo "Sasuke" puede derivar del puesto que ocupaba quien salvó a Yoritomo, o bien una deformación del nombre de la residencia del gobernante.
Según las crónicas de la época, el 11 de diciembre del cuarto año de la era Enbun (1359), el señor de Kamakura, Motouji Ashikaga ordenó orar por el exterminio de los rebeldes mediante el "Sasuke Inari Shabettō San'i Sōzu Gobō". En febrero de 1418, Norimi Uesugi, el gobernador de la región de Kanto, tomó posesión del terreno y el mando del santuario en oposición al sacerdote principal del santuario Tsurugaoka Hachiman-gū.
Antiguamente, era un enclave limítrofe del santuario Tsurugaoka Hachiman-gū donde se guardaba el mikoshi en caso de emergencia, pero en el año 42 de la era Meiji (1909) se independizó.
Ha sido escenario de numerosas películas como "Kakekomi" (2015) y "Umimachi Diary", así como del anime de 1996 "Escaflowne".
Al venerarse aquí una deidad del éxito y el desarrollo personal, los estudiantes, las personas en búsqueda de empleo y los emprendedores, entre otros, acuden a este templo. Además, muchos arcos torii rojos se encuentran a lo largo del camino de acceso, haciéndolo muy popular para los viajes escolares.
|                                   |
| Pilar con el nombre del santuario |

|                               |
| Camino de acceso al santuario |

|                  |
| Haiden (capilla) |

|        |
| Túmulo |

|                 |
| Manantial Reiko |

## En la cultura popular
- El Santuario Sasuke Inari  es una llave a la ubicación del mundo real, usado en el anime de 2004, Elfen Lied.